# Gelu Voican Voiculescu
Gelu Voican-Voiculescu (n. 8 februarie 1941, București, România) este un om politic român, care a deținut funcția de viceprim-ministru în Guvernul provizoriu Petre Roman (1989-1990). De asemenea, a fost senator de Buzău în legislatura 1990-1992, ales pe listele partidului FSN, precum și ambasador în Tunisia și Maroc.

## Biografie
Gelu Voican Voiculescu este un descendent al familiei principelui Mihail Sturdza, ministru de externe în guvernul național-legionar. A absolvit Liceul "I.L. Caragiale" din București în anul 1957 și s-a înscris la Institutul de Cercetări Petrolifere al Facultății de Geologie, de la care a fost exmatriculat în anul 1959 fiind considerat "un exponent al reacțiunii interne, aflat în contact cu reacțiunea externă". Exmatricularea sa a avut loc în contextul creat de valul de represiuni împotriva tineretului, care a urmat Revoluției din Ungaria din 1956. A fost incriminat pentru faptul că purta cruciuliță la gât și că făcea pictură modernistă, nonfigurativă.
După exmatriculare, a lucrat un an ca sondor la Întreprinderea de Foraje București, după care i s-a permis să se reînmatriculeze la Facultatea de Geologie a Universității din București, ale cărei cursuri le-a absolvit în anul 1963, obținând diploma de inginer geolog. După absolvirea facultății, a lucrat 3 ani ca inginer la Schela de Extracție Videle, după care s-a transferat ca cercetător la Institutul de Cercetări Geologice pentru hidrocarburi unde a lucrat până în 1970.
În anul 1970 este arestat și anchetat pentru atingere adusă securității statului prin trădare de secrete de serviciu și spionaj economic, fiind considerat un agitator periculos în rândul tinerilor. Gelu Voican a argumentat ca motive adevărate ale arestării sale faptul că a fost implicat în demonstrația studenților din ziua Crăciunului din 1968, fiind în legătură cu Ana Șincai, cea care a condus această demonstrație. A fost eliberat din închisoare după trei luni, fără nici o condamnare din lipsă de probe.
Cu ajutorul unor prieteni, s-a angajat corector la revista Viața Românească unde a lucrat până în anul 1973, când i s-a permis să se angajeze în specialitatea sa la un atelier de proiectare din cadrul IPROMIN, principalul institut de proiectări miniere din România. Deși institutul a fost desființat în martie 1974, atelierul de geotehnică unde lucra Voican a rămas în București sub forma unei filiale aparținând de alte institute din provincie. Aici a lucrat la elaborarea de studii geotehnice ale obiectivului minier Roșia-Poeni.
În iulie 1985 este arestat din nou și condamnat la 1 an și 6 luni de închisoare în baza articolului 166 din Codul penal de la acea vreme - „propagandă împotriva orânduirii sociale“, fiind acuzat de difuzare de manifeste anticomuniste. Ulterior, potrivit propriilor mărturisiri, Gelu Voican Voiculescu a fost și actorul unui proces de drept comun, fiind acuzat de înșelăciune în dauna avutului obștesc prin falsificarea unor deconturi și însușire de bani pentru niște deplasări. Motivele presupuse ale arestării sale sunt, după Gelu Voican, faptul că deținea copii a zeci de cărți pe teme legate de ezoterism și de aspectele inițiatice ale societăților secrete.
Și-a efectuat pedeapsa la secția specială a penitenciarului Rahova, în ciuda pedepsei reduse, fiind eliberat după numai un an în urma unei amnistii. În perioada octombrie 1988-august 1989, organele Securității au descins de mai multe ori la domiciliul său și i-au confiscat „cărți și înscrisuri“.

## Activitatea sa după Revoluție
Gelu Voican Voiculescu a participat activ la evenimentele din timpul Revoluției din decembrie 1989. El a participat ca delegat al Frontului Salvării Naționale, alături de gen. Victor Atanasie Stănculescu și de prof. Virgil Măgureanu, la procesul intentat lui Nicolae Ceaușescu din 25 decembrie 1989 și la execuția liderului comunist. Tot el s-a ocupat și de înhumarea soților Ceaușescu.
După Revoluția din decembrie 1989, el a deținut funcția de viceprim-ministru în primul guvern provizoriu și responsabil cu controlul serviciilor secrete (28 decembrie 1989 - 28 iunie 1990).
Printr-un decret semnat în 26 decembrie 1989 de către Ion Iliescu, Direcția Securității Statului era trecută în componența Ministerului Apărării Naționale. În data de 31 decembrie 1989, imediat după arestarea gen. Iulian Vlad și a apropiaților acestuia, președintele CFSN, Ion Iliescu, l-a numit pe Gelu Voican Voiculescu, la acea dată viceprim-ministru în Guvernul provizoriu, în funcția de comandant al structurilor fostului "Departamentul al Securității Statului" .
Începând din 2 ianuarie 1990, generalul Nicolae Militaru, împreună cu Gelu Voican Voiculescu, a coordonat preluarea de către MApN a Securității, trecându-se la analizarea organigramei acesteia și la creionarea viitoarelor structuri informative ale României. Ele au avut ca bază personalul și logistica Securității. "Ca viceprim-ministru, dormea în Palatul Victoria, fără să se despartă de un pistol automat, de dosarele de la Securitatea Municipiului București (făcute cadou de securiștii pe care îi angajase) și de carnețelele sale". Până în martie 1990 (când a fost înființat Serviciul Român de Informații), Gelu Voican s-a ocupat de gestionarea arhivei fostei Securități.
Fostul ofițer de Securitate, Liviu Turcu a afirmat într-un interviu din noiembrie 2006 de la emisiunea "Marius Tucă Show" de la Antena 1, că "în faza finală a evenimentelor din decembrie 1989", Gelu Voican Voiculescu a luat o echipă de militari înarmați "în condiții extrem de delicate și de incerte" și a pus la zid o unitate militară a Serviciului de Informații Externe, somându-i să-i dea rețeaua de informatori români din Occident.
În urma alegerilor de la 20 mai 1990, a fost ales senator de Buzău pe listele FSN (Frontul Salvării Naționale). În calitate de senator a făcut parte din Comisia de validare. A demisionat din Parlamentul României la data de 19 martie 1992 (demisie aprobată prin Hotărârea Senatului nr.12/1992).
În anul 1994, Gelu Voican a fost numit în funcția de ambasador extraordinar și plenipotențiar în Tunisia de către președintele Ion Iliescu. El a fost rechemat din funcție doi ani mai târziu, prin Decretul nr.580 din 22 noiembrie 1996, după ce declarase că nu-l poate reprezenta în străinătate pe noul președinte, Emil Constantinescu.
După alegerile din noiembrie 2000, Voiculescu a început demersurile pentru a-și continua cariera diplomatică. Prin Decretul nr.496 din 6 iulie 2001, Gelu Voican Voiculescu a fost acreditat în calitatea de ambasador extraordinar și plenipotențiar al României în Maroc. S-a reîntors în România în ianuarie 2005, după încetarea mandatului său de ambasador.
În noiembrie 2006, Liviu Turcu l-a menționat pe Gelu Voican Voiculescu pe celebra „Listă Turcu” a demnitarilor care au colaborat cu Securitatea, afirmând că există un fond informativ la nivelul Securității Municipiului București despre acesta. Voican s-a apărat afirmând că Liviu Turcu dorește să îl compromită ca „participant activ la revoluția din 1989“, adăugând că nu a fost colaborator al Securității, nu a avut angajament, nici pseudonim, și nici nu a fost nici ofițer acoperit.
Pentru o perioadă, el a deținut funcția de prim-vicepreședinte al Organizației pentru Apărarea Drepturilor Omului (OADO). După ce președintele OADO, Florentin Scalețchi, a fost arestat preventiv în data de 2 noiembrie 2006 și se afla în imposibilitate de a-și exercita funcția, Gelu Voican Voiculescu (comisar al Organizației) a fost mandatat, la 11 noiembrie 2006, de către Consiliul Director al OADO pentru a conduce temporar organizația. În prezent nu mai este implicat în niciuna dintre funcțiile de conducere a OADO
În anul 2004 a fost numit de președintele României Ion Iliescu membru al Colegiului Național al Institutului Revoluției Române.
Pe data de 21 decembrie 2019, participând la comemorarea a 30 de ani de la evenimentele din 1989, aflându-se în Piața Universității, acesta a fost asaltat de către un grup de persoane furioase (foști revoluționari), nemulțumiți de prezența sa în zonă. Un bărbat în vârstă de 68 de ani din acel grup, i-a aplicat o lovitură cu o cârjă metalică provocându-i o leziune cu plagă deschisă la nivelul capului și declanșându-i o sângerare abundentă. Voiculescu a fost escortat mai departe cu ajutorul jandarmeriei, viața nefiindu-i pusă în pericol.
Este pasionat de studiul astrologiei.

## Trimiterea în judecată în Dosarul Revoluției din 1989
În 2019 a fost trimis în judecată alături de Ion Iliescu pentru crime împotriva umanității, în Dosarul Revoluției. Curtea de Apel București a constatat în data de 25 octombrie 2023 legalitatea sesizării instanței precum și legalitatea administrării probelor și a efectuării actelor de urmărire penală. În data de 10 ianuarie 2024 Înalta Curte de Casație și Justiție va decide dacă procesul poate începe.

## Trimiterea în judecată în Dosarul Mineriadei din 13-15 iunie 1990
Pe 13 iunie 2017 a fost trimis în judecată alături de Ion Iliescu, Petre Roman,  Virgil Măgureanu și Miron Cozma pentru infracțiuni contra umanității. Procesul a fost suspendat pe durata stării de urgență declarate ca urmare a pandemiei COVID-19. În data de 10 decembrie 2020 instanța a decis retrimiterea dosarului la Parchet, pentru refacerea rechizitoriului.

## Cărți
Profund interesat de studiul ezoterismului, Gelu Voican Voiculescu este autorul câtorva cărți:
- René Guénon. Un mărturisitor al Predaniei (Ed.Georgiana, 1994);
- Note de lectură. René Guénon despre Leibniz și metoda infinitezimală (Ed.Semne, 2008);
- Ce este ezoterismul? (Ed.Samizdat, 2008);